# 萊克馬歇爾鎮區 (明尼蘇達州萊昂縣)
萊克馬歇爾鎮區（英語：Lake Marshall Township）是位於美國明尼蘇達州萊昂縣的一個行政鎮區。

## 地方資料
萊克馬歇爾鎮區的面積為74.47平方千米，當中陸地面積為73.16平方千米，而水域面積為1.01平方千米。根據2020年美國人口普查的數據，當地共有人口564人，而人口密度為每平方千米7.57人。